# Storjuvtinden
De Storjuvtinden is een berg behorende bij de gemeente Lom in de provincie Oppland in Noorwegen. De berg, gelegen in Nationaal park Jotunheimen, heeft een hoogte van 2344 meter.
De Storjuvtinden is onderdeel van het gebergte Jotunheimen.